# الرابطة التونسية المحترفة لكرة القدم للسيدات 2015–16
الرابطة التونسية المحترفة لكرة القدم للسيدات 2015–16 هو الموسم 11 من بطولة الرابطة التونسية المحترفة لكرة القدم للسيدات. يلعب فيه أفضل 8 ناديا تونسيا في مجموعة واحدة. نادي نادي الخطوط التونسية هو حامل اللقب وخصومه الرئيسيين للفوز النهائي هم الجمعية الرياضية لبنك الإسكان و الجمعية الرياضية النسائية بالساحل.
فاز بهذا الموسم نادي نادي الخطوط التونسية لثاني مرة في تاريخه.

## الأندية المشاركة
- نادي الخطوط التونسية
- الجمعية الرياضية النسائية بالساحل
- الاتحاد الرياضي التونسي
- الجمعية الرياضية لبنك الإسكان
- الجمعية الرياضية النسائية بقفصة
- الجمعية الرياضية النسائية بسوسة
- المجد الرياضي بسيدي بوزيد
- الحي الجامعي باردو II

## روابط خارجية
- الموقع الرسمي للجامعة التونسية لكرة القدم.
- الرابطة التونسية المحترفة لكرة القدم للسيدات على موقع مؤسسة إحصاءات وثيقة لرياضة كرة القدم